# Strawberry (Arizona)
Strawberry est une census-designated place du comté de Gila, dans l'État de l'Arizona, aux États-Unis. En 2020, elle compte une population de 943 habitants.